# Plujka pospolita
Plujka pospolita (Calliphora vicina), nazywana też muchą niebieską – gatunek muchówki z rodziny plujkowatych, nekrofag.
Gatunek ten jest ważny w dziedzinie medycyny sądowej, podczas dochodzenia w sprawach morderstw, mucha ta jest obecnie jednym z najważniejszych dowodów entomologicznych, ze względu na możliwość ustalenia dokładnego czasu zgonu, na podstawie wielkości larw i kolonizacji ciała po śmierci.

## Taksonomia
Calliphora vicina została opisana przez francuskiego entomologa Jeana Baptiste Robineau-Desvoidy’ego w 1830 roku.

### Synonimy
- Calliphora insidiosa Robineau-Desvoidy, 1863
- Calliphora monspeliaca (Jean Baptiste Robineau-Desvoidy), 1830
- Calliphora musca (Jean Baptiste Robineau-Desvoidy), 1830
- Calliphora nana (Jean Baptiste Robineau-Desvoidy), 1830
- Calliphora rufifacies  Macquart, 1851
- Calliphora spitzbergensis (Jean Baptiste Robineau-Desvoidy), 1830
- Musca aucta Walker, 1852
- Musca erythrocephala Meigen, 1826
- Musca thuscia Walker, 1849

## Opis
Calliphora vicina znana jest jako mucha niebieska ze względu na metaliczno-niebiesko-szare zabarwienie jej tułowia i odwłoku. Jest to podstawowy element, po którym łatwo można odróżnić ten gatunek od powszechnie znanej muchy plujki (Calliphora vomitoria), która posiada czerwonobrunatne oczy. Mucha niebieska w locie ma około 10–11 mm długości.
Różnice pomiędzy gatunkami Calliphora można znaleźć tylko na osobnikach dojrzałych, identyfikacja na etapach larwalnych jest prawie niemożliwa.

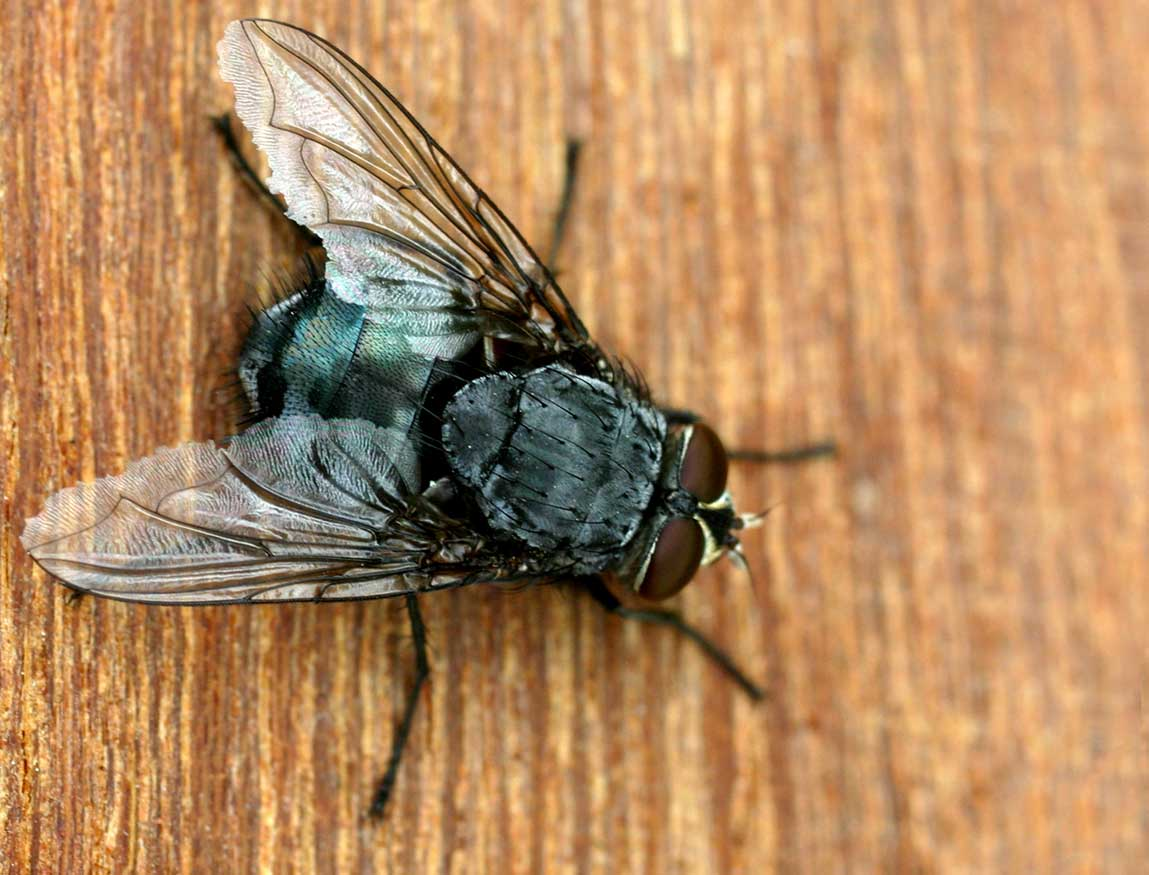
Mucha niebieska

## Cykl życia
Calliphora vicina przechodzi pięć pokoleń w roku, rozmnaża się przy temperaturze 27˚C (81˚F). Samica może znieść do 300 jaj, na świeżej padlinie lub na otwarte, ropiejące rany. Larwy muchy przechodzą przez trzy stadia larwalne. Pierwsze po około 24 godzinach od złożenia jaj. Następne stadium rozpoczyna się po następnych 20 godzinach, a trzecie w ciągu kolejnych 48 godzin. Przy wystąpieniu korzystnych warunków, larwy żerują ("tuczą się") około trzech do czterech dni. Kiedy osiągną odpowiednią wielkość, następuje ich rozproszenie, w celu znalezienia odpowiedniego miejsca do przepoczwarzenia. Dojrzała mucha żyje około 11 dni, jeżeli temperatura jest odpowiednia (utrzymuje się na poziomie ok. 27˚C) cykl życia powtarza się od początku. Łączny cykl życia (od złożenia jaj do śmierci dorosłego osobnika trwa ok. 18 dni).
Czynniki klimatyczne, takie jak temperatura, bezpośrednio wpływają na rozwój jaj oraz szybkość przechodzenia kolejnych stadiów larwalnych muchy. W cieplejszym klimacie czas życia może być nieco krótszy, odpowiednio w chłodniejszych miejscach może się wydłużyć. Znając czas między trzema stadiami larwalnymi muchy oraz badając ich rozproszenie przed przepoczwarzeniem, można dość dokładnie określić czas zgonu np. ofiary zabójstwa. Badanie to jest uznawanym dowodem w postępowaniu karnym.

## Występowanie

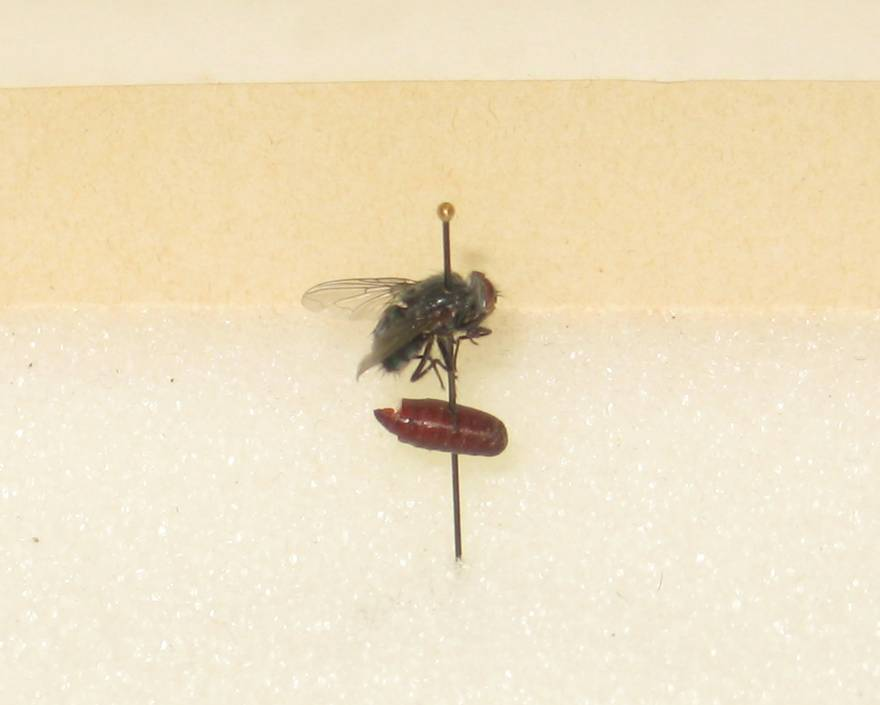
Calliphora vicina

Plujka pospolita występuje w obszarach miejskich na terenie całych Stanów Zjednoczonych. Najwięcej much jest wczesną wiosną, kiedy kończą się przymrozki a temperatura stabilizuje się na ok. 13–24 ˚C. Gatunek ten dominuje w Europie i Nowym Świecie. Rozprzestrzenił się także w innych krajach za pośrednictwem portów i lotnisk. Po raz pierwszy zarejestrowano muchę Calliphora vicina w Republice Południowej Afryki w 1965 roku, osobniki tego gatunku zostały zebrane w okolicy Johannesburga, jednak mucha nie skolonizowała tamtego regionu ze względu na tamtejszy niesprzyjający klimat (zbyt wysoka temperatura).

## Dowód zbrodni
Podczas badań dotyczących ustalenia daty śmierci ofiary przestępstwa możliwe jest oszacowanie ekspansji tego owada w skolonizowanym ciele. Specjaliści z zakresu medycyny sądowej w chwili obecnej są w stanie z dość dużą dokładnością określić czas śmierci ofiary (w ograniczonym czasie, tj. kilka dni od zgonu).
Calliphora vicina odgrywa szczególnie ważną rolę jako dowód w miesiącach zimowych (w mniejszym stopniu latem).
Wiek larw określa się w celu ustalenia czasu zgonu, czas przylotu dorosłej samicy jest istotnym czynnikiem, ponieważ owad przybywa złożyć jaja najczęściej 2-3 godziny po śmierci. W związku z tym 2-3 godziny powinny zostać dodane do górnego, ustalonego wieku larwy muchy znalezionej na ciele.

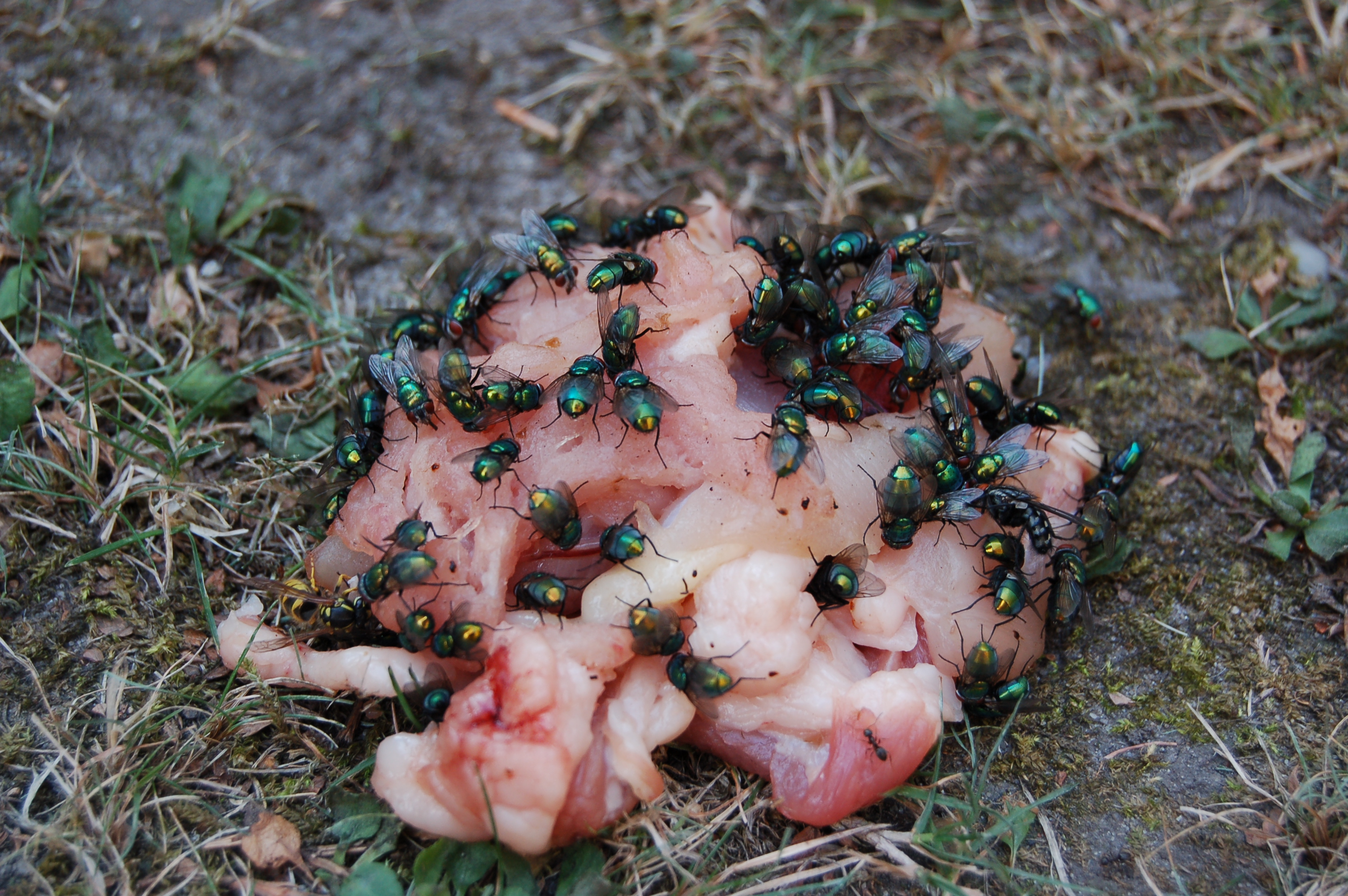
Plujki podczas żerowania